# Пропуснато обаждане
„Пропуснато обаждане“ (на английски: One Missed Call) е свръхестествен филм на ужасите от 2008 година на режисьора Ерик Валет, по сценарий на Андрю Клейвън.
Филмът е международна копродукция между САЩ, Великобритания, Япония и Германия, и римейк на едноименния филм от 2003 г. на режисьора Такаши Милке, в който самият е базиран на романа „Chakushin Ari“ на Ясуси Акимото. Във филма участват Шанин Сосамон, Едуард Бърнс, Ана Клаудия Таланкон, Рей Уайз и Азура Скай.